# Jerzy Klinger
Jerzy Klinger (ur. 15 kwietnia 1918, zm. 3 lutego 1976) – polski duchowny prawosławny, teolog i ekumenista, profesor, prorektor Chrześcijańskiej Akademii Teologicznej w Warszawie. Ojciec teologa prawosławnego i dyplomaty Michała Klingera.

## Życiorys

### Dzieciństwo i młodość
Urodził się 15 kwietnia 1918 r. w Kijowie. Był jedynym synem Rosjanki Raisy Bakalińskiej i Polaka Witolda Klingera. Ojciec był profesorem filologii klasycznej na Uniwersytecie Kijowskim (znanym z publicznych wystąpień w obronie swego przyjaciela Stanisława Brzozowskiego). Witold był katolikiem, i choć czasowo odsunięty od sakramentów z powodu ślubu wziętego w cerkwi i ochrzczenia w niej syna, pozostał do śmierci wierny swej tradycji duchowej i w trakcie późniejszego wychowania przekazał ją synowi. Jerzy wychowywał się więc w „mieszanej” rodzinie, w atmosferze dwóch kultur i duchowości – polskiej i rosyjskiej, prawosławnej i katolickiej.
W 1920 r. Witold Klinger ewakuował się z Kijowa wraz z wycofującym się z miasta wojskiem polskim, pozostawiając tam żonę z synem. Dopiero w 1924 r. w wyniku usilnych starań udało mu się sprowadzić Jerzego z matką i jej rodziną do Poznania.
W 1930 r. Jerzy Klinger rozpoczął naukę szkolną, zdając egzamin do II klasy gimnazjum klasycznego św. Marii Magdaleny w Poznaniu. W 1937 r. zdał maturę i zapisał się na wydział filozoficzny Uniwersytetu Poznańskiego, studiując równolegle polonistykę i filozofię. Działał wówczas w Kole Polonistów w zespole organizującym wieczory poetyckie, spotkania z pisarzami (Z. Nałkowską, H. Malewską, L. Staffem). Publikował też wiersze własne i przekłady poezji rosyjskiej w almanachach Koła, w czasopismach „Życie Literackie”, „Prom” i in. Przyjaźnił się z Wojciechem Bąkiem, utrzymywał kontakty z Julianem Tuwimem, Leopoldem Staffem, Jarosławem Iwaszkiewiczem. Wtedy poznał Halinę Makowską, swoją przyszłą żonę.

### II wojna światowa
Po wybuchu wojny przedostał się do Warszawy, gdzie ukrywał się jego ojciec, poszukiwany przez hitlerowców w ramach likwidacji naukowców polskich. Początkowo pracował jako sprzedawca piecyków żelaznych, będąc jednocześnie wraz z ojcem nauczycielem łaciny i języka polskiego na tajnych kompletach.
Brał aktywny udział w życiu liturgicznym prawosławnej katedry na Pradze, pełniąc funkcję subdiakona przy ówczesnym metropolicie Dionizym. To właśnie on, by ochronić Klingera, wprowadził go do Prawosławnego Seminarium Duchownego i internatu, mieszczącego się przy katedrze na Pradze. Jerzy Klinger ukończył seminarium z wyróżnieniem.
Po powstaniu warszawskim, w ślad za rodzicami, przedostał się do Zakopanego i Krakowa, gdzie ukończył studia na wydziale filozoficznym Uniwersytetu Jagiellońskiego.

### Kapłaństwo

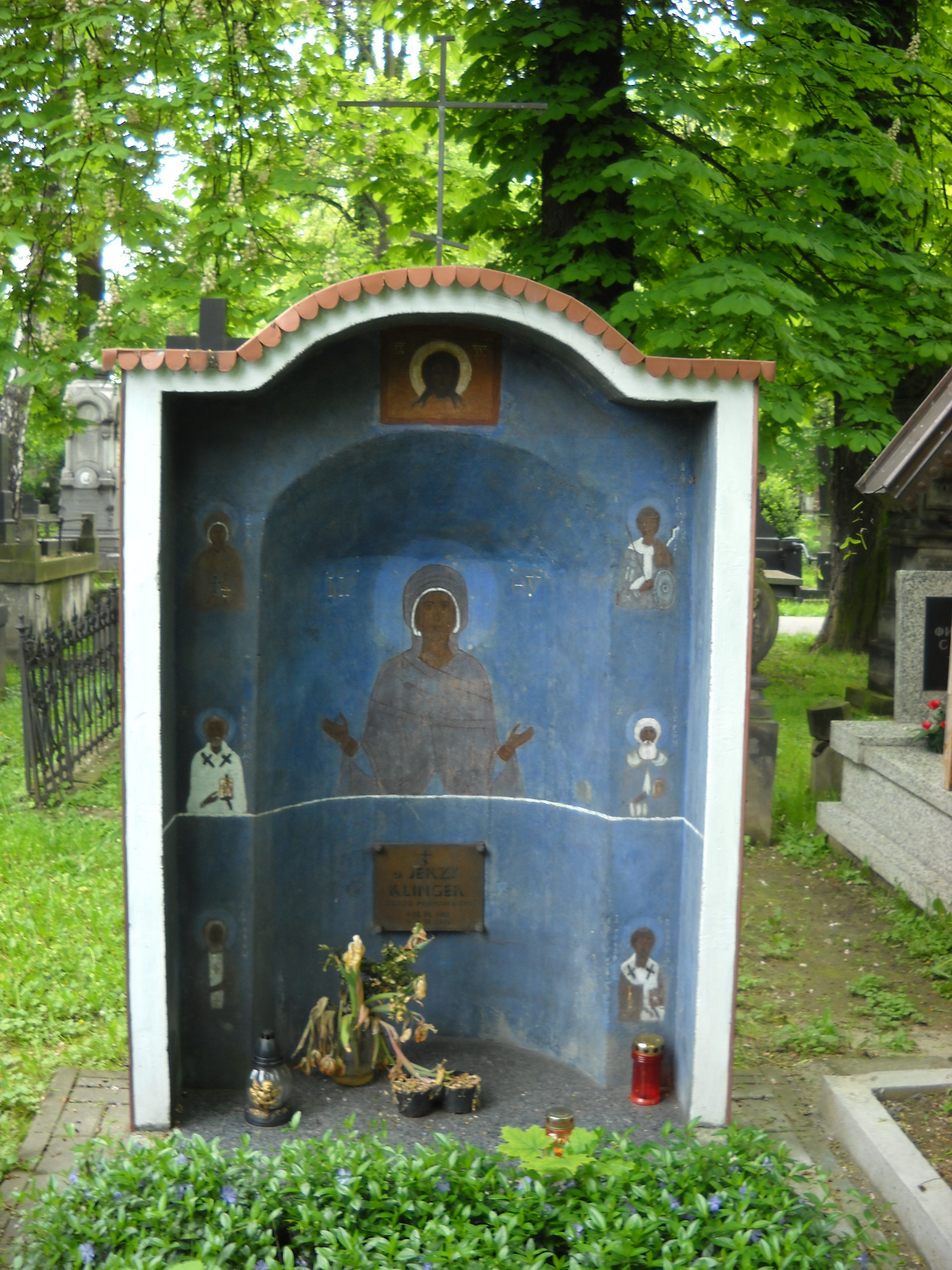
Grób ks. Jerzego Klingera z malowidłami Jerzego Nowosielskiego na cmentarzu prawosławnym w Warszawie

Studiował teologię w Polsce, Czechosłowacji (fakultet teologiczny w Preszowie) i Francji (Prawosławny Instytut św. Sergiusza w Paryżu). W 1946 roku uzyskał stopień magistra filozofii Uniwersytetu Warszawskiego. Święcenia kapłańskie otrzymał w 1952 roku, po czym prowadził działalność duszpasterską w Kętrzynie i w latach 1955–1968 w Warszawie. Od 1968 r. pełnił obowiązki duszpasterskie w parafii prawosławnej w Poznaniu. Był członkiem Rady Metropolitalnej oraz przewodniczącym Komisji Kształcenia i Wychowania Kadr Polskiego Autokefalicznego Kościoła Prawosławnego.
Równolegle z pracą duszpasterską prowadził działalność naukowo-dydaktyczną. Napisał szereg artykułów o filozofii rosyjskiej oraz przetłumaczył na język polski Prawosławie Paula Evdokimova i jako pierwszy przywiózł z Paryża książki ważnych myślicieli rosyjskich.
W latach 1954–1961 wykładał w Seminarium Prawosławnym w Warszawie. Był pracownikiem naukowym Sekcji Prawosławnej Chrześcijańskiej Akademii Teologicznej w Warszawie od momentu jej powstania w 1957 r. Stopień doktora uzyskał w roku 1962 na podstawie rozprawy Eschatologiczny aspekt Eucharystii na tle genezy dwóch form konsekracyjnych w kanonie pierwszych wieków. Cztery lata później otrzymał nominację na docenta i objął kierownictwo Katedry Prawosławnej Teologii Dogmatycznej i Moralnej. W 1967 r. został wybrany na stanowisko prorektora ChAT. W 1972 roku uzyskał tytuł naukowy profesora nadzwyczajnego.
Udzielał się w krajowym i zagranicznym ruchu ekumenicznym.
W 1975 roku, podczas pobytu na V Zgromadzeniu Ogólnym Światowej Rady Kościołów w Nairobi, zapadł na ciężkie przeziębienie. Powróciwszy do kraju, nie odzyskał sił i zmarł w lutym 1976 roku. 
Został pochowany na cmentarzu prawosławnym w Warszawie, w pobliżu wejścia do cerkwi (kwatera 6, rząd 5, miejsce 6). Pomnik nagrobny ma formę cerkiewnej absydy, został wykonany z betonu używanego przy budowie soboru Świętej Trójcy w Hajnówce. Autorem malowideł na jej wewnętrznej ścianie (postać Matki Bożej Orantki, a po bokach wizerunki świętych, m.in. św. Jerzego i św. Mikołaja) jest Jerzy Nowosielski.

## Publikacje
- Geneza sporu o epiklezę : eschatologiczny a memorialny aspekt Eucharystii w kanonie pierwszych wieków,  Warszawa: Chrześcijańska Akademia Teologiczna „Znaki Czasu” 1969.
- O istocie prawosławia. Wybór pism, do druku przygotował Michał Klinger, Henryk Paprocki, wprowadzenie Wacław Hryniewicz, Warszawa: „Pax” 1983, ISBN 83-211-0462-2.
- Nurt słowiański w początkach chrześcijaństwa polskiego, do druku przygotował i wprowadzeniem opatrzył Henryk Paprocki, Białystok: Bractwo Młodzieży Prawosławnej w Polsce 1998.
- (przekład) Paul Evdokimov, Prawosławie, przeł. Jerzy Klinger, Warszawa: „Pax” 1964 (wiele wydań).
- Dzieła zebrane w 4 tomach, Wydawnictwo Tyniec.